# Benedikt Stuchtey
Benedikt Stuchtey (* 2. April 1965 in Münster) ist ein deutscher Historiker.

## Leben
Stuchtey studierte Philosophie, Geschichte und Germanistik an der Universität Münster, am Trinity College Dublin und an der Universität Freiburg im Breisgau, wo er 1994 bei Ernst Schulin mit einer Arbeit über das historiographische und politische Wirken des anglo-irischen Gelehrten W. E. H. Lecky promoviert wurde. Er arbeitete von 1995 bis 2013 am Deutschen Historischen Institut London, seit 2004 als dessen stellvertretender Direktor. Er habilitierte sich 2007 an der Universität Konstanz zum Thema der Kolonialismuskritik seit dem 18. Jahrhundert, wo er auch als außerplanmäßiger Professor bis Sommersemester 2013 tätig war.
Nachdem Stuchtey neben seiner Tätigkeit in London 2012 und 2013 auch als Gastprofessor für Europäische Geschichte des 19. und 20. Jahrhunderts an der Universität Basel gelehrt hatte, nahm er 2013 den Ruf an die Universität Marburg auf eine W3-Professur für Neueste Geschichte (19./20. Jahrhundert) an. Im Frühjahr 2015 arbeitete er im Rahmen einer Gastprofessur an der Jawaharlal Nehru University (Neu-Delhi). Zwischen 2015 und 2018 war er Dekan des Fachbereichs Geschichte und Kulturwissenschaften an der Philipps-Universität Marburg. 2018 nahm er ein Fellowship der Werner-Reimers-Stiftung in Bad Homburg und eines an der Universität Cambridge wahr, 2019 eines für Globalgeschichte an der Universität München. 2024 war er auf Einladung der History Faculty Gastprofessor an der Universität Oxford und Visiting Fellow an Lady Margaret Hall. 
Benedikt Stuchtey ist Mitherausgeber u. a. der Schriftenreihen Historische Grundlagen der Moderne und Oldenbourg Grundriss der Geschichte. Er ist u. a. Vorsitzender des Wissenschaftlichen Beirats der Geschwister-Boehringer-Ingelheim-Stiftung, Mitglied in der Vereinigung für Verfassungsgeschichte, im Auswahlausschuss des DAAD für Doktorandenstipendien und in der Auswahlkommission für den European Research Council. Außerdem ist er Mitglied des Auswahlausschusses der Alexander-von-Humboldt-Stiftung zur Vergabe der Alexander von Humboldt-Professur Internationaler Preis für Forschung in Deutschland, sowie Mitglied im Steering Committee des BMBF – Merian Centre for Advanced Studies in the Maghreb (MECAM). Stuchtey ist Vorsitzender der durch die Konferenz der Hessischen Universitätspräsidien auf Anregung des Hessischen Ministeriums für Wissenschaft und Kultur eingerichteten Kommission „Koloniales Erbe in Hessen“. Er war von 2014 bis 2020 Mitglied des Senats der Philipps-Universität Marburg und ist Fellow der Royal Historical Society. 2022 erhielt Stuchtey den Preis für Exzellente Promotionsbegleitung der Philipps-Universität Marburg.
Stuchteys Forschungsschwerpunkte sind Theorie und Geschichte der Geschichtswissenschaften, Imperialismusforschung vom 18. bis 20. Jahrhundert, Geschichte des Wissens und der Wissenschaften, Geschichte der Adoption und die Geschichte Irlands und des Britischen Weltreichs. Er veröffentlichte zahlreiche Beiträge zur Globalgeschichte, darunter eine wegweisende Studie zur vergleichenden Imperialismuskritik.

## Schriften (Auswahl)
Monographien
- Geschichte des Britischen Empire (= Beck’sche Reihe. Nr. 2918). C. H. Beck, München 2021, ISBN 978-3-406-76699-2.
- Der Charakter, die Herrschaft, das Wissen. Begegnungen im Zeitalter der Imperien. Duncker & Humblot, Berlin 2016.
- Geschichte Irlands (= C. H. Beck Wissen), München 2012.
- Die Europäische Expansion und ihre Feinde. Kolonialismuskritik vom 18. bis in das 20. Jahrhundert (= Studien zur Internationalen Geschichte. Band 24). Oldenbourg, München 2010.[1]
- W. E. H. Lecky (1838–1903). Historisches Denken und politisches Urteilen eines anglo-irischen Gelehrten. Vandenhoeck & Ruprecht, Göttingen 1997.

Herausgeberschaften
- mit Bettina Hitzer (Hrsg.): In unsere Mitte genommen. Adoption im 20. Jahrhundert. Wallstein, Göttingen 2022, ISBN 978-3-8353-5199-8.
- (In-)Securities across European Empires and Beyond (= Journal of Modern European History. Band 16, 2018/3), C. H. Beck, München.
- Cooperation and Empire. Local Realities of Global Processes. Berghahn Publishers, Oxford/New York (NY) 2017.
- Science across the European Empires, 1800–1950. Oxford University Press, Oxford/New York (NY) 2005.
- Writing World History 1800–2000. Oxford University Press, Oxford/New York (NY) 2003.
- Across Cultural Borders. Historiography in Global Perspective. Rowan & Littlefield Publishers, Lanham (MD) u. a. 2002.
- British and German Historiography, 1750–1950. Traditions, Perceptions, and Transfers. Oxford University Press, Oxford/New York (NY) 2000.